# Moon Hyang-ja
Moon Hyang-ja (kor. 문 향자, ur. 5 maja 1972) – koreańska piłkarka ręczna. Dwukrotna medalistka olimpijska.
Z reprezentacją Korei Południowej zdobywała medale olimpijskie w 1992 i 1996 roku – w Barcelonie złoto, w Atlancie srebro. Łącznie w obu turniejach wystąpiła w 7 spotkaniach. W 1995 zdobyła tytuł mistrzyni świata.